# Avversario segreto
Avversario segreto (titolo orig. The Secret Adversary) è il secondo romanzo poliziesco scritto dall'autrice inglese Agatha Christie, pubblicato nel 1922. Protagonista, per la prima volta, è la coppia di investigatori dilettanti Tommy e Tuppence Beresford. Non si tratta del classico romanzo giallo, bensì di una spy-story ambientata negli anni immediatamente successivi alla prima guerra mondiale. Nel Dopoguerra pieno di disoccupati, i lavori scarseggiano. Gli amici d'infanzia Tommy Beresford e Prudence Cowley, detta Tuppence, si incontrano e decidono di iniziare a collaborare assieme. Assunti per un lavoro che li porterà in molte situazioni perigliose, ma incontreranno persone che li aiuteranno, come ad esempio un milionario americano alla ricerca della propria cugina.

## Trama
Prologo. Durante l'evacuazione del transatlantico britannico Lusitania, in procinto di affondare, una giovane passeggera statunitense, poco prima di imbarcarsi su di una scialuppa di salvataggio, viene avvicinata da un uomo che le affida dei documenti, raccomandandole di tenerli segreti.
Anni dopo la fine della Grande Guerra, due giovani reduci, Tommy Beresford e Prudence Cowley, detta "Tuppence", si ritrovano per caso e rievocano i tempi del loro primo incontro, durante la guerra mondiale. Essendo senza lavoro, decidono di pubblicare un annuncio su un giornale, offrendosi come i Giovani Avventurieri. 
Contattata immediatamente da uno strano tipo, tale Mr. Whittington, che ha sentito al caffè i loro progetti, Tuppence riceve da costui prima una proposta di lavoro e poi una considerevole somma di denaro ed un appuntamento per il giorno seguente. Questi fortunati sviluppi sembrano legati al nome "Jane Finn" usato da Tuppence per presentarsi a Mr. Whittington, che tuttavia il giorno dopo sparisce dal suo ufficio, che viene trovato smantellato.
Un altissimo funzionario governativo (Carter) chiede ai due avventurieri di indagare per conto del governo: il loro incarico sarà di ritrovare dei documenti che potrebbero scatenare una rivoluzione comunista in Gran Bretagna. Si tratta dei documenti del Lusitania, spariti con l'agente che li aveva in consegna e che non risulta tra i sopravvissuti del naufragio. La ragazza cui erano stati affidati è altresì scomparsa. Si scopre che la giovane, in seguito a uno choc, ha perduto la memoria e non ricorda nulla. 
Una banda di agenti nemici la controlla, in attesa che la memoria le torni. I documenti potrebbero rivelarsi fatali se conosciuti dalle forze operaie e sindacali britanniche che stanno organizzando uno sciopero nazionale. Tommy si fa catturare dal nemico e conosce, prigioniero, una ragazza francese che lavora come domestica. 
Tuppence, invece, si mette a servizio di una donna affascinante, agente della banda. Alla fine, scopriremo che la francese è proprio la giovane del Lusitania che per tutto il tempo ha finto l'amnesia, mentre il capo della banda non è altri che un grosso personaggio governativo britannico, che ha lungamente approfittato della sua posizione per lavorare segretamente per il nemico.

## Edizioni italiane
- L'avversario segreto, traduzione di Marchesa Luciana Alli Maccarani-Banti, Collezione I Romanzi della Sfinge n.2, Firenze, Salani, 1933.
- Avversario segreto, I Capolavori dei Gialli Mondadori n.132, Milano, novembre 1959; in Spionaggio e vecchi merletti. Tre romanzi, Segretissimo n.662, Milano, Mondadori, 1976; in Estate spia 1987. Tre romanzi, Segretissimo n.1073, Mondadori, 1987.
- Avversario segreto, Prefazione di Lia Volpatti, Collana Oscar n.1307 (Oscar Gialli n.71), Milano, Mondadori, 1981,  p. 190.